# Station Cintegabelle
Station Cintegabelle is een spoorwegstation in de Franse gemeente Cintegabelle.